# Хеага
Хеага (на английски: Jeaga) е индианско племе от коренното население на Флорида, което през 16 век и 17 век живее по източното крайбрежие на полуострова, между племената аис на север и текеста на юг. Почти нищо не се знае за тях. Всичко, което е известно идва главно от Джонатан Дикинсън, който прекарва известно време сред племената на Флорида през 1696 г. Според Дикинсън, хеага и аис са тясно свързани и говорят един език и споделят обща култура. Тъй като не са оцелели никакви думи от езиците на двете племена, учените предполагат, че те са мускогски. Някои учени обаче оспорват това, като твърдят, че може да са и аравакски.

## Хобе
Общоприето е сред специалистите, че Хобе е вторият по важност град на хеага. Дикинсън казва обаче, че през 1696 г., Хобе е подчинен на племето аис. И хобе и хеага се появяват заедно в испанските документи през 1675 г., заедно с имената на други групи живеещи в провинция Аис. И двете групи изчезват през 18 век като вероятно се сливат с околните племена и може би се оттеглят заедно с испанците в Куба.